# Палецкое княжество
Па́лецкое кня́жество — удельное княжество, выделившееся из состава Стародубского княжества в 1390-х годах. Центром княжества было село Палех (сейчас Ивановская область), расположенное на реке Палешке.

## История
Княжество получил при разделе наследства стародубского князя Андрея Фёдоровича его младший сын Давыд Палица. Вероятно, младший сын Давыда — Иван был последним удельным князем. Ко 2-й половине XV века князья Палецкие утратили удельные права, перейдя на службу Московскому князю.